# Foreign Policy
Foreign Policy (Politica estera) è un'autorevole rivista statunitense dedicata alle relazioni Internazionali. La sua pubblicazione, con cadenza bimestrale, avveniva originariamente a cura della fondazione Carnegie Endowment for International Peace, ma è ora di proprietà del The Washington Post.

## Storia
La rivista fu fondata nel 1970 da Samuel P. Huntington e Warren Demian Manshel.
In origine, la rivista era un trimestrale; la sua caratteristica editoriale più notevole è data dal suo formato fisico inusuale. Sotto la direzione (1996–2010) del giornalista venezuelano Moisés Naím la rivista ha cambiato dal formato trimestrale accademico degli anni 1990 ad uno bimestrale di tipo rotocalco, vincendo nel 2003, 2007 e 2009 il Premio National Magazine Awards for General Excellence.

## Contenuti
Gli argomenti trattati dalla rivista includono la politica mondiale, l'economia , l'integrazione e le idee. Il 29 settembre 2008, il The Washington Post ha annunciato di aver acquistato la rivista dal Carnegie Endowment for International Peace – quest'ultima una fondazione che si presenta come orientata alla promozione e alla cooperazione tra le nazioni e anche alla promozione attiva dell'impegno internazionale degli Stati Uniti.
La rivista ogni anno pubblica una classifica degli uomini più influenti al mondo; in data 4 gennaio 2013 la rivista nomina il presidente russo Vladimir Putin come il politico più influente al mondo, piazzandolo al secondo posto della sua classifica. La presidenza del G20 da parte della Russia nel 2013 dovrebbe assistere il presidente russo a mantenere questa posizione. Ma nella classifica del 2013 vi è una curiosità: infatti, il presidente russo Putin occupa il secondo posto, mentre il primo risulta essere vuoto. Secondo il capo del Dipartimento di Politologia della Scuola di economia di Mosca Leonid Polyakov, ciò è coerente con la difficoltà degli Stati Uniti ad accettare una supremazia nella leadership mondiale diversa da quella di un americano.

## Contributori

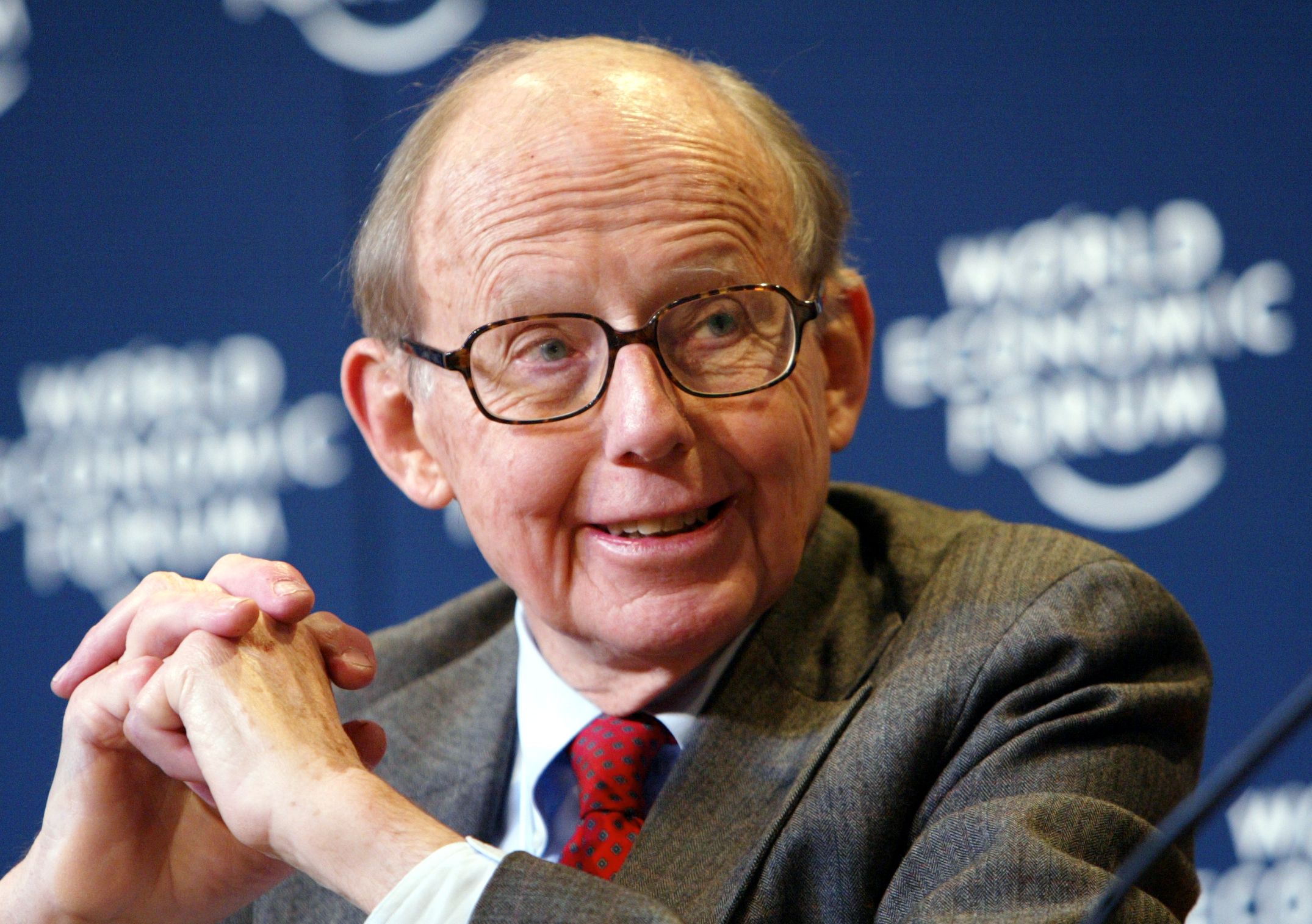
Il politologo Samuel P. Huntington, uno dei fondatori della rivista

I contributori di Foreign Policy includono il diplomatico statunitense Peter Galbraith, il vincitore del Premio Pulitzer Tom Ricks, lo scrittore politico Stephen Walt, il blogger Daniel Drezner, la columnist del Los Angeles Times Rosa Brooks, l'assistente di Condoleezza Rice Christian Brose, il direttore della Commissione Attentati 9/11 Philip Zelikow, il funzionario del Pentagono Dov Zakheim, l'assistente di politica estera di John McCain Steve Biegun e il giornalista di Washington Josh Rogin (specializzato in giornalismo investigativo).
La rivista Foreign Policy ha anche un sito web che consente la consultazione degli articoli previa registrazione online. A partire dal 2004, della rivista viene anche pubblicata una versione in spagnolo chiamata: Foreign Policy en español edita dal filantropo Diego Hidalgo Schnur tramite la sua fondazione Fundación para las Relaciones Internacionales y el Diálogo Exterior.